# Douro Film Harvest
O Douro Film Harvest é um encontro internacional de cinema totalmente descentralizado, que tem lugar na região portuguesa do Douro Vinhateiro. 
O Vale do Douro recebe em Setembro esta "celebração de filmes que celebram a vida", aliando-se, assim, a colheita vinícola à apreciação cinematográfica.
Os prémios atribuídos são:
- Casta Douro Carreira, a uma personalidade cuja carreira tenha sido importante para a história da Sétima Arte,
- Prémio Food Films.
- Prémio Wine Films.
- Prémio Curtas da casa.

Organizado pelo Turismo do Douro, conta com o apoio do Instituto Vinhos do Douro e Porto (IVDP), Estrutura de Missão do Douro, Turismo de Portugal e produção de Expanding World.

## Douro Film Harvest 2009
Na sua 1ª edição, o Douro Film Harvest trouxe a Portugal os seguintes convidados:
- Milos Forman
- Andie MacDowell
- Kyle Eastwood

A concurso na Vintage Selection estavam os filmes:
- 33 scenes from life de Malgoska Szumowska
- About Elly de Asghar Farhadi
- Alice in Land de Esteban Larrain
- Dawn of the world" de Abbas Fahdel
- Don't think about white monkeys de Yuri Mamin
- March de Händl Klaus
- Parque via de Enrique Rivero
- Wolfy de Vasili Sigarev (vencedor)

## Douro Film Harvest 2010
Os convidados da 2ª edição do Douro Film Harvest foram:
- Sophia Loren
- Gustavo Santaolalla
- Carlos Saura

Os filmes a concurso na Vintage Selection: 
- 5 x favela, agora por nós mesmos, vários realizadores
- Of Love and other Demons de Hilda Hidalgo
- I, Don Giovanni de Carlos Saura (vencedor)
- How ended this summer de Alexei Popogrebsky
- Nanga Parbat de Joseph Vilsmaier
- O Último Voo do Flamingo de João Ribeiro
- Solitary Man de David Lean e Brian Koppelman
- South of the Border de Oliver Stone
- The Ghost Writer de Roman Polanski

## Douro Film Harvest 2011
Filmes vencedores da 3ª edição:
- Prémio Turismo do Douro - “Chico & Rita”, de Fernando Trueba, Tono Errando e Javier Mariscal.[1]
- Prémio Wine&Food Films - “Escaping Robert Parker” de Ed Burley.[1]

## Douro Film Harvest 2012
- Prémio Food Films - Toast, de S.J. Clarkson.[2]
- Prémio Wine films - Terra d’Oportunitats, de Roger Roca.[2]
- Prémio Curtas da Casa - Mulher Mar, de Filipe Pinto e Pedro Pinto.[2]

## Douro Film Harvest 2013
- Prémio Food Films - 18 Comidas, de Jorge Coira.[3]
- Prémio Wine films - The Wine of Summer, de Maria Matteoli.[4]
- Prémio Curtas da Casa - Zigurate, de Pedro Miguel Santos.[5]